# Olympic Park Stadium
Das Olympic Park Stadium war ein Rugby- und Fußballstadion mit Leichtathletikanlage in der australischen Großstadt Melbourne. Es wurde für das olympische Fußballturnier und als Trainingsstätte der Leichtathleten für die Olympischen Sommerspiele 1956 in unmittelbarer Nähe zum damaligen Olympiastadion, dem Melbourne Cricket Ground, errichtet. Die Anlage bot 18.500 Plätze, wovon 11.086 Sitzplätze waren. Am Ende wurde es hauptsächlich für Leichtathletik-Wettkämpfe genutzt, und bis 2009 war es zudem Austragungsort der Heimspiele des Rugby-League-Teams Melbourne Storm.
Das Olympic Park Stadium war eines der größten rechteckigen Stadien im Bundesstaat Victoria, was es ideal für die Sportarten Rugby und Fußball macht. Es war somit besser für diese Sportarten geeignet als das Docklands Stadium und der Melbourne Cricket Ground. 2007 begann der Bau des Melbourne Rectangular Stadium, das 2010 mit 31.000 Plätzen das Olympic Park Stadium ersetzte.
Die Laufbahn um das Spielfeld des Olympic Park Stadium wurde zuletzt 1997 erneuert. Alljährlich fand in der Sportstätte das wichtigste australische Leichtathletik-Meeting, das Melbourne Track Classic, statt. Insgesamt zwölf Mal wurden im Olympic Park Stadium die nationalen australischen Leichtathletikmeisterschaften ausgetragen und insgesamt 13 Weltrekorde aufgestellt.
Das Olympic Park Stadium war das erste und lange Zeit auch das einzige von der FIFA für internationale Spiele zugelassene Fußballstadion Australiens. Hier fanden wichtige Spiele der Victorian Premier League sowie Spiele der Weltmeisterschafts-Qualifikation statt. In den Jahren 1981 und 1993 war das Stadion jeweils einer der Spielorte der Junioren-Fußballweltmeisterschaft. Bereits 1956 fanden im Stadion Gruppenspiele des olympischen Fußballturniers statt.
Neben der Austragung mehrerer Finalspiele der National Soccer League nutzten einige Fußballvereine das Olympic Park Stadium als Heimspielstätte; darunter Melbourne Knights, South Melbourne FC und Heidelberg United. Auch der A-League-Verein Melbourne Victory trug seine Heimspiele zunächst im Olympic Park Stadium aus, bevor er ins größere Etihad Stadium umzog. Zudem fanden im Stadion diverse internationale Rugby-League-Spiele statt, und zwischen 1998 und 2009 trug das Team Melbourne Storm hier seine Heimspiele der National Rugby League aus. Im Jahr 2010 hat jedoch auch diese Mannschaft das Olympic Park Stadium verlassen und ist in das neue Melbourne Rectangular Stadium umgezogen.
Anfang 2012 wurde das Olympic Park Stadium abgerissen und an gleicher Stelle das 2013 eröffnete Olympic Park Oval mit 3.000 Plätzen für Australian Football errichtet.